# Berry Hill
Berry Hill é uma cidade localizada no estado norte-americano de Tennessee, no Condado de Davidson.

## Demografia
Segundo o censo norte-americano de 2000, a sua população era de 674 habitantes. 
Em 2006, foi estimada uma população de 688, um aumento de 14 (2.1%).

## Geografia
De acordo com o United States Census Bureau tem uma área de 
2,3 km², dos quais 2,3 km² cobertos por terra e 0,0 km² cobertos por água.

## Localidades na vizinhança
O diagrama seguinte representa as localidades num raio de 16 km ao redor de Berry Hill. 